# Лахманн, Густав Виктор
Густав Виктор Лахманн (нем. Gustav Lachmann; 3 февраля 1896 или 1896, Дрезден — 30 мая 1966, Чорливуд, Хартфордшир) — немецкий военный лётчик и авиационный инженер, большую часть своей профессиональной карьеры проработавший в британской авиастроительной компании «Handley Page». Вместе с Фредериком Хэндли Пейджем он был одним из изобретателей переднего паза крыла самолёта.
Значительный вклад Густава Лахманна в конструкцию авиационного крыла отмечал Теодор фон Карман.

## Биография
Густав родился младшим сыном Густава Антона Лахманна, австрийского промышленника, и его жены, Леолоды Уилвенедельком.
Служил лейтенантом в немецкой военной кавалерии во время Первой мировой войны, прежде чем перейти в авиационный корпус в 1917 году и обучиться лётному мастерству. Во время обучения он потерпел аварию (произошло «сваливание») и разбился, сломав челюсть.
Будучи госпитализирован, он решил найти причину своего крушения. Он провёл примитивные эксперименты, используя вентилятор и сигаретный дым для визуализации. Он попытался получить патент на свои усовершенствования, но они было первоначально отклонены патентным ведомством Германии на основании того, что не было доказательств того, что они будут работать. Лахманн отказался от своей идеи и поступил в Технический университет Дармштадта, на курс машиностроения и аэродинамики.
Он закончил учёбу в июне 1921 года и устроился на завод «Опель».
Случайно Лахманн прочитал отчет о публичной демонстрации Фредерика Хендли Пейджа 21 октября 1921 года. Это побудило Лахманна возобновить его заявку на патент.
Он позаимствовал 1000 марок у своей матери, чтобы заплатить за опыты в аэродинамической трубе, которые будут предприняты Людвигом Прандтлем в университете Геттингена. Его заявка на патент была оформлена задним числом как DE 347884, что дало патентный приоритет. Встреча с Хендли Пейджем положила начало их взаимному сотрудничеству, они получили общие права на патент, а Лахманн был нанят в качестве консультанта в Handle Page.
В 1923 году его докторская диссертация «Щелевое крыло и его значение для авиации» была принята Ахенским техническим университетом.
Затем он работал конструктором на авиазаводе Schneider в Берлине, а в 1925 году стал главным конструктором на авиационном заводе Albatros в Йоханнистале, где он сконструировал Albatros L 72 и двухмоторный восьмиместный Albatros L 73.
В 1926 году Лахманн ушёл из компании Albatros и начал работать на Ishikawajima Aircraft Works в Токио в качестве технического советника.
В 1929 году он перешёл на работу в «Хэндли-Пейдж» в Соединенном Королевстве в качестве инженера, отвечающего за разработку передних пазов авиационного крыла (слотов).
В 1932 году он был назначен главным конструктором, разработавшим самолет Handley Page H.P.54 Harrow.
В 1936 году он был назначен для создания специального исследовательского отдела для работы над конструкцией экспериментальной бесхвостки Handley Page H.P.75 (Handley Page Manx).
Британская контрразведка MI5 с подозрением восприняла Лахманна как возможного шпиона. С началом Второй мировой войны Лахманн был отправлен в Квебек морским путём, как гражданин враждебного государства и интернирован на острове Мэн, но после давления со стороны работодателей ему в конце концов разрешили продолжить его работу для «Хэндли-Пейдж» в тюрьме Лингфилд.
В 1949 году он стал гражданином Великобритании. Он оставался с Хэндли-Пейджем до конца своей карьеры и в конечном итоге возглавил исследовательский центр, за 5 месяцев до своей смерти в Чорливуде, Хартфордшир, в 1966 году.